# Prosetín u Bystřice nad Pernštejnem
Prosetín (deutsch Prosetin) ist eine Gemeinde in Tschechien. Sie liegt vier Kilometer südwestlich von Olešnice und gehört zum Okres Žďár nad Sázavou.

## Geographie

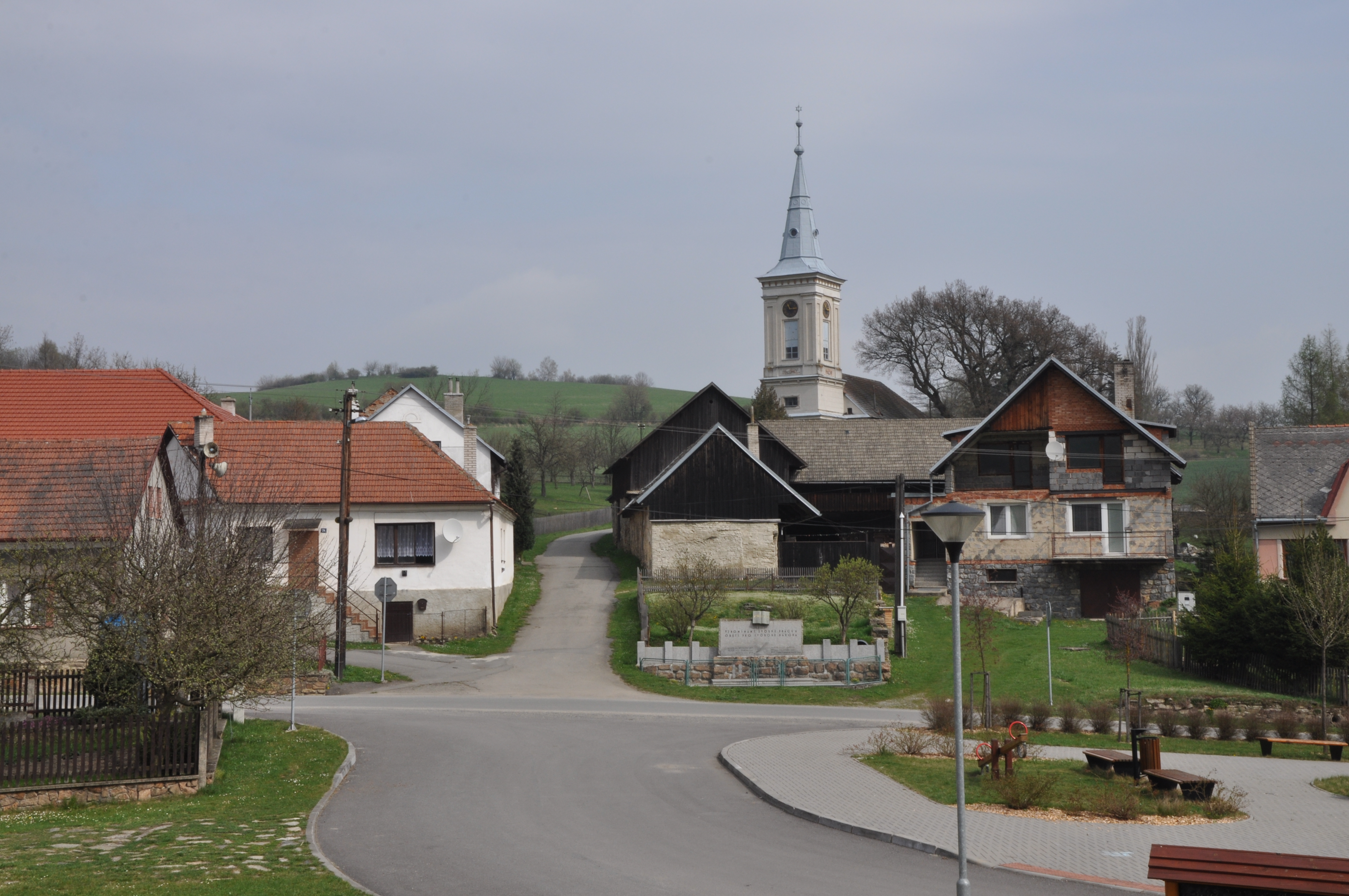
Prosetín u Bystřice nad Pernštejnem

Prosetín befindet sich rechtsseitig der Hodonínka in der Quellmulde eines kleinen Zuflusses in der Böhmisch-Mährischen Höhe. Das Dorf wird von den Bergen der Nedvědická vrchovina umgeben und gehört zum Naturpark Svratecká hornatina. Nördlich erhebt sich der Vrchy (638 m), im Nordosten die Louka (642 m), südöstlich Třešinka (651 m) und Chocholík (575 m), im Süden der Švábův kopec (648 m) und im Westen die Hůlkovice (625 m).
Nachbarorte sind Lhota u Olešnice im Norden, Křtěnov im Nordosten, Loucký Dvůr, Louka und Rozseč nad Kunštátem im Osten, Hluboké u Kunštátu und Tasovice im Südosten, Žalov, Hodonín und Beranka im Süden, Čtyří Dvory im Südwesten, Švařec und Brťoví im Westen sowie Bolešín im Nordwesten.

## Geschichte
Die erste urkundliche Erwähnung des zur Herrschaft Pernštejn gehörigen Ortes erfolgte im Jahre 1349. Um 1390 erwarb Blažej Racek von Prosetín einen Teil des Dorfes, den anderen überschrieb Wilhelm I. von Pernstein seiner Frau Anežka als Mitgift. 1406 reichte Wilhelm diesen Teil an seine zweite Frau Anna von Sternberg weiter. Im Jahr darauf überließ Wilhelm den Hof in Prosetín an Blažej Raceks Neffen Jan Racek. Die Racek von Prosetín bauten diesen zu einer Feste aus. Im Laufe des 15. Jahrhunderts erlosch das Geschlecht.
1475 vererbte Johann von Pernstein die Einkünfte aus Prosetín seiner Frau Bohunka von Lomnitz. Dessen Söhne Wilhelm II. von Pernstein und Vratislav gewährten ihren Untertanen in Prosetín das Recht des Heimfalls.
Vratislav von Pernstein musste Prosetín verkaufen und um 1590 wurde das Dorf zusammen mit Oels durch Johanna Eva von Liechtenstein an die Herrschaft Kunstadt angeschlossen. Dabei erhielt Prosetín den Status eines besonderen Gutes, das Johanna Eva an Mikuláš Matyášovský von Matyášovice weiterreichte. Da dieser die fällige Zahlung nicht erbrachte, fiel Prosetín an Johanna Eva zurück. 1610 kaufte Bedřich Drahanovský von Pěnčín das Gut Prosetín einschließlich des Dorfes und der Feste, Pfarre, Brauerei und weiterem Zubehör. Ab 1622 ist Stephan Schmidt von Freyhofen als Besitzer des weiterhin zur Kunstädter Herrschaft gehörigen Gutes nachweisbar. Während des Dreißigjährigen Krieges erlosch die Feste, im Jahre 1635 wurde sie als wüst bezeichnet. Prosetín bestand 1674 aus 29 Anwesen, davon waren acht verlassen.
Řehoř Jakubec aus Prosetín führte 1781 im Vorfeld des Toleranzpatentes ein Gespräch mit Kaiser Joseph II. Die Mehrheit der Einwohner trat in dieser Zeit zur Kirche helvetischen Bekenntnisses über. Bereits 1781 entstand die evangelische „untere“ Kirche und ein evangelischer Friedhof wurde angelegt. Der evangelische Geistliche von Prosetín betreute auch die Orte Brťoví, Louka, Čtyřdvory, Černovice, Tasovice, Rozseč, Štěpánov, Kasán, Leseňovice und Bolešín.
1785 wurde die katholische Kirche wieder zur Pfarrkirche erhoben. Zu ihrem Sprengel gehörten die Pfarrorte Prosetín, Čtyřdvory, Brťoví, Louka und Bolešín.
1790 lebten in den 43 Häusern des Dorfes 336 Menschen. 1834 hatte der Ort 292 Einwohner. Nach der Aufhebung der Patrimonialherrschaften bildete Prosetín ab 1850 eine Gemeinde im Bezirk Boskowitz. 1890 hatte Prosetín 345 Einwohner. Im Jahre 1900 waren es 369, davon waren 306 evangelisch und 63 Katholiken. Die gesamte Einwohnerschaft gehörte der tschechischen Volksgruppe an. Während der deutschen Besatzung agierten ab 1939 in den Wäldern südlich von Prosetín Partisanen. 1947 wurde Prosetín dem Okres Bystřice nad Pernštejnem zugeordnet. 1961 wurden Brťoví und Čtyři Dvory eingemeindet und die Gemeinde kam zum Okres Žďár nad Sázavou.

## Ortsgliederung
Die Gemeinde Prosetín besteht aus den Ortsteilen Brťoví (Beuten, auch Brtiowy), Čtyří Dvory (Vierhöfen) und Prosetín (Prosetin), die zugleich auch Katastralbezirke bilden.

## Sehenswürdigkeiten

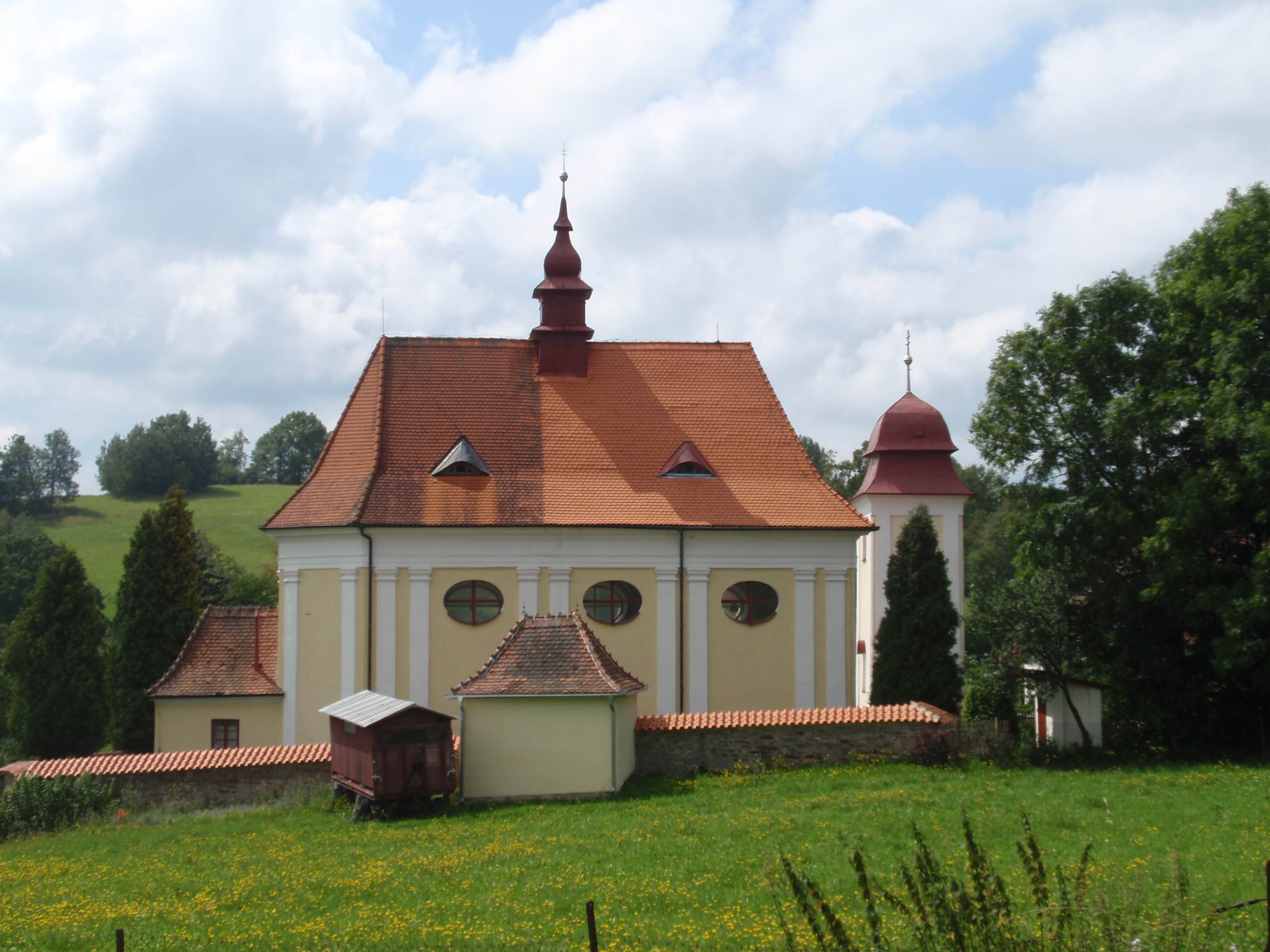
Margerethenkirche in Prosetín

- katholische Kirche St. Margarethe, an der Stelle der heutigen Kirche befand sich eine seit 1408 als Pfarre nachweisbare hölzerne Kirche, die im 17. Jahrhundert ein beliebtes Wallfahrtsziel war. Die Pfarre erlosch im Dreißigjährigen Krieg und Prosetín wurde zur Filialkirche der Kunstädter und ab 1667 der Oelser Pfarre. 1738 ließ Johann Theodor Freiherr von Imbsen das alte Kirchlein abbrechen und durch einen größeren steinernen Bau ersetzen. 1785 entstand die Pfarre Prosetín wieder.
- evangelisches Bethaus, erbaut 1781